# Así en el cielo como en la tierra
Pour plus de détails, voir Fiche technique et Distribution.
Así en el cielo como en la tierra est un film espagnol réalisé par José Luis Cuerda, sorti en 1995.

## Synopsis
Dieu décide d'envoyer un nouveau messie sur Terre mais Jésus-Christ ne l'entend pas de cette oreille et décide d'organiser l'Apocalypse.

## Fiche technique
- Titre : Así en el cielo como en la tierra
- Réalisation : José Luis Cuerda
- Scénario : José Luis Cuerda
- Musique : Francisco Ibáñez Irribarría
- Photographie : Javier G. Salmones (ca)
- Montage : María Elena Sáinz de Rozas et Pablo Zumárraga
- Production : Juan Carlos Caro, Enrique Cerezo et Carlos Vasallo
- Société de production : Atrium Productions et Togapor Producciones Cinematográficas
- Pays :  Espagne
- Genre : Comédie et fantastique
- Durée : 95 minutes
- Dates de sortie : 
  -  Espagne : 3 novembre 1995

## Distribution
- Francisco Rabal : Saint Pierre
- Fernando Fernán Gómez : Dieu le père
- Jesús Bonilla (es) : Jésus-Christ
- Luis Ciges : Matacanes
- Agustín González : Saint Isidore de Séville
- Mónica Molina : Lola Fajardo
- Mary Carmen Ramírez : la Vierge Marie
- Juan Luis Galiardo : Ruíz del Río
- Enrique San Francisco : l'archange Gabriel
- Gabino Diego : Saint Jean
- Chus Lampreave : Mme. Asunción
- Achero Mañas : Pimentel
- Isabel Serrano : Mariví
- Manuel Alexandre : Saint Joseph
- Pepín Salvador : Marlasca
- Luis Hostalot : l'archange Michel
- Liberto Rabal : l'archange Raphaël

## Distinctions
Le film a reçu la prix Goya du meilleur acteur dans un second rôle pour Luis Ciges.